# Die For You
Die For You или Die for You/Tha Pethaina Gia Sena (за гръцкия пазар) е вторият албум на шведско-гръцкия музикален дует „Антик“. Албумът е издаден през юни 2001 от V2 Records. Издадени са общо три сингъла – (I Would) Die for You, с който музикантите представят Гърция на песенният конкурс „Евровизия“ в Копенхаген и печелят на трето място, Ligo Ligo и Follow Me.

## Списък на песните

### Оригинален траклист
1. (I Would) Die for You – 2:58
2. Follow Me – 4:27
3. Athena – 3:52
4. Ligo – Ligo – 3:41
5. I Agapi Einai Zali – 3:15
6. Tell Me – 3:27
7. Lonely Nights – 3:40
8. Filla Me – 4:18
9. Something About You – 3:32
10. Kalimera – 3:43
11. Why (Mellan) – 4:50

### Бонус тракове
1. (I Would) Die For You (гръцка версия) – 2:59
2. Tabla Dreams – 1:09